# استفانو مالیینی
استفانو مالیینی (انگلیسی: Stefano Malinverni؛ زادهٔ ۱۴ مهٔ ۱۹۵۹) ورزشکار دو و میدانی اهل ایتالیا است.